# Lalage leucopygialis
A Lalage leucopygialis a madarak osztályának verébalakúak (Passeriformes)  rendjébe és a tüskésfarúfélék (Campephagidae) családjába tartozó faj.

## Előfordulása
Indonézia területén honos. A természetes élőhelye szubtrópusi és trópusi síkvidéki nedves erdők és mangroveerdők, valamint termőföldek és vidéki kertek.